# Дядьково (Ярославль)
Дядьково — район в южной части Ярославля. Строился как посёлок для работников промышленных предприятий, расположенных на берегу Волги, в основном судостроительного завода.

## Историческая справка
Деревня Дядьково возникла как посёлок при купоросном и серном заводе, основанном ярославским купцом Свешниковым в 1737 году на южном берегу Дядьковского ручья у его впадения в Волгу. В документах 1815 года называется оно деревней Дядьково. На плане 1792 года и в атласе Менде 1850 года отмечено как посёлок при заводе. В начале 1880-х это уже сельцо при Волге в шести верстах от Ярославля, в котором было три двора и 48 жителей.
Название деревни произошло от Дяткова оврага (упоминается в переписных книгах Ярославля XVII века), по которому протекает ручей, переименованный в конце XIX века в речку Дунайку. Распространённая версия о связи названия с работой бурлаков грузового порта не достоверна, так как топоним появился значительно раньше порта.
Новую жизнь в развитие Дядькова внесло строительство в 1870 году железнодорожной ветки от станции Ярославль-Город до расположенной рядом грузовой пристани и далее к нефтяным ямам. Рядом с сельцом у самого берега реки была построена станция Ярославль-Пристань, в 2,5 км южнее — станция Ямы. Вдоль железной дороги по берегу Волги стали строить многочисленные промышленные предприятия — лесопильные заводы, различные склады, крупнейшими из которых стали нефтяные склады товарищества братьев Нобель. Дядьково стало расширяться, население росло. Около станции Ямы товариществом Нобелей был построен посёлок, впоследствии получивший название посёлок Нефтебаза, рядом для удобства отгрузки была сооружена каменная набережная длиной более 700 метров. Местность вдоль железнодорожной ветки стали называть Ветка.
В 1901 году на средства жителей Дядькова и владельцев расположенных на Ветке предприятий была возведена церковь Святого Ильи Пророка. Деревянный однопрестольный храм с колокольней на каменном фундаменте был создан по мотивам деревянного шатрового зодчества Русского севера. Рядом с храмом построили школу и дома для священника и учительницы.
На средства Попечительства о народной трезвости в посёлке был построен и содержался «Народный дом». В нём раздавали бесплатные обеды беднякам и за умеренную плату другим лицам. По воскресным и праздничным дням здесь проводили религиозно-нравственные чтения для народа. При «Народном доме» работала библиотека с подбором книг по всем отделам (ныне — библиотека им. Ф. М. Достоевского). Рядом с домом было построено здание «Артели трудовой помощи» работному люду с бесплатной ночлежкой для босяков. В артели безработные могли получить работу, жильё и питание. В 1913 году на сельском кладбище была возведена часовня по проекту архитектора Мечеслава Пиотровича.
Постоянное население Ветки в начале века было до 1300 человек (около 800 мужского пола и 500 женского). В разгар навигации оно увеличивалось до 3 тысяч, в основном за счёт грузчиков, занятых разгрузкой и погрузкой товаров с волжских судов: соль, нефть, керосин, хлебные грузы, лес и дрова на баржах, бревна в плотах. К пристани Ветки швартовались разные суда — барки, баржи и пароходы. Читаем в путеводителе «Ярославль — в его прошлом и настоящем», вышедшем в 1913 году: «Летом они ютятся где придётся, а зимой живут в шалашах на Ильинке близ Ветки. Это сколоченные из досок на живую руку конуры, частью закрытые рогожами, частью просто засыпанные сверху снегом. Шалаши не отопляются: вход закрывается досками, на некоторых висят даже замочки. Общество „трудовой помощи“ сделало попытку организовать из зимогоров артель, устроило было для них ночлежку, но дело не пошло. Зимогорцы — народ вольный, никакого режима не выносят, в артели они должны подчиняться известным условиям, а это им не по вкусу». На берегу в Дядькове стоял двухэтажный дом, который называли Северным. В нём располагалась контора Северного пароходства. Рядом с домом был разбит парк. Здесь сельчане смотрели кинематограф. Самой многолюдной частью села была Торговая площадь, где в базарные дни продавали разные продукты, сено, клевер, овёс. Часть местных жителей занималась извозом, держали ломовых лошадей.
В 1918 году прибывшие в Ярославль революционные матросы сожгли здание школы.
В том же году большевиками была образована Веткинская волость с центром в селе Дядьково. В 1921 году её включили в состав Ярославля.
В 1920 году Дядьково было выбрано для строительства судостроительного завода. Возникший рядом посёлок работников этого завода получил название посёлок Судостроителей. Расширяясь, он постепенно слился с селом, став крупным посёлком по обе стороны Дунайки.
Лесопильные заводы на Ветке в 1920-х коммунисты переименовали в «лесозавод им. Суворова» (в честь революционера С. А. Суворова). Северную часть посёлка на Ветке переименовали в посёлок Суворовский.
В 1932 году церковь Ильи Пророка на Ветке была советскими властями закрыта, а позже, в 1945 году, сгорела из-за размещённой в ней сушилки для обуви. Ильинская церковь была последним памятником церковного деревянного зодчества в Ярославле.
В 1938 году построено новое здание для школы (ныне — школа № 21). В 1941 году построен детский сад для детей работников Бондарного завода (ныне — детский сад № 77). Он располагался в деревянном здании без канализации, с печным отоплением, скамейки и столы родители делали сами, посуду приносили из дома.
В 1942 году с западной стороны посёлка был построен военный аэродром. Для его строительства разрушили Дядьковское кладбище, часовню и окружающие постройки, местность разровняли. В связи с этим дальнейшее расширение Дядькова шло в южном направлении. В конце 1940-х — 1950-х были построены многочисленные кварталы с частной застройкой, посёлок разросся на 1,5 км вдоль правого берега Дунайки. Самая южная часть Дядькова получила неофициальное название посёлок Мерцалиха.
Послевоенный период характерен бурным развитием промышленного строительства на Ветке. Судостроительный завод стал главным предприятием Дядькова. С конца 1950-х начали снос кварталов с деревянной застройкой рядом с заводом. Из коммунальных бараков работников завода стали переселять в «хрущёвки». В 1963 году для детей работников построили первый кирпичный детский сад (№ 87). В 1970-х возведены ещё три детских сада (№ 229, № 23 и № 24), новое здание для сада № 77 и спортивный клуб «Чайка».
В 1980-х построили дворец культуры «Судостроитель», новое здание для школы № 21 и ещё три детских сада (№ 5, № 70 и № 99). На левом берегу Дунайки разбили парк Судостроителей. В советское время даже название Дядьково пытались заменить на «посёлок Судостроительного завода», но новое название осталось лишь в документах. Во второй половине XX века название Ветка стало постепенно выходить из употребления, весь район стали называть Дядьково.
Аэродром с 1960-х годов стали использовать для местных воздушных линий. Здесь базировался Ярославский объединённый авиаотряд Управления гражданской авиации центральных районов. В 1982 году авиаотряд был перебазирован на новый аэродром Левцово, а аэродром Дядьково закрыт.
В 1993 году достроена школа № 89. Через Дядьково был проложен проспект Фрунзе, ставший его основной транспортной магистралью и значительно улучшивший связь с другими частями города.
С 2014 года с восточной стороны Дядькова начали строительство двух новых микрорайонов (№ 1 и № 2), ограниченных улицами Дядьковской, Бурмакинской, Лескова и речкой Дунайкой. Вдоль улицы Лескова строится новый комплекс зданий областного Управления МВД.
Улицу Лескова с 1980-х годов планируют сделать частью полукольцевой автомагистрали, связывающей южную и заволжскую части города (улица Павлова — улица Слепнёва — улица Лескова — Южный мост через Волгу — проспект Машиностроителей), однако к реализации проекта не приступали.

## География
Район расположен в южной части Ярославля, вдоль проспекта Фрунзе. Основная часть построек расположена по левую (нечетную) сторону проспекта. По правую сторону — в основном частный сектор. С западной стороны район ограничен Костромской веткой железной дороги, на северо-западе граничит с районом Сокол, с восточной стороны ограничен промышленными предприятиями, расположенными на берегу Волги, на юге граничит с районом Липовая Гора.

### Улицы
В кварталах многоэтажной застройки: проспект Фрунзе, улицы Проектируемая, Большая Техническая, Светлая, Спортивная, Балтийская, 6-я Железнодорожная, Судостроителей, Театральная, Дружная, Ярославская, Корабельная, Большая Техническая, Губкина, Дядьковская, Бурмакинская (планируемая), Лескова, Тормозное шоссе.
В кварталах частной застройки: улицы 8-я, 9-я, 11-я, 12-я Железнодорожные, Краснофлотская, Ильинская, Морозовская, Лебедевская, Лескова, 5-й Железнодорожный переулок.

## Инфраструктура
По проспекту Фрунзе автобусы № 41, 41а, 41б, 42, 49, 56. По Тормозному шоссе автобусы № 4, 4а, 79; маршрутное такси № 84.

### Образование и спорт
В Дядьково расположены:
- 8 детских садов — № 23, № 70, № 229, № 5, № 87, № 24, № 77 и начальная школа — детский сад № 99
- 3 общеобразовательных школы — № 21, № 23 и № 89
- Художественное отделение детской школы искусств им. Е. М. Стомпелева
- Профессиональный колледж № 21
- Библиотека им. Ф. М. Достоевского
- Спортивный комплекс в парке Судостроителей (ранее Детско-юношеский центр «Чайка», с 2016 года — безымянное подразделение МУ ЦФКиС «Молния»).
- Крытый легкоатлетический манеж со спортивным залом для людей с ограниченными возможностями

### Культура и отдых
- Дворец культуры «Судостроитель»
- Парк Судостроителей
- Аквапарк «Тропический остров»
- Яхт-клуб «Клуб Капитанов»
- Баня № 11 (Волна)

## Памятники
- 44 работникам завода нефтяной тары, погибшим на войне в 1941—1945 гг.
- 197 работникам Ярославского судостроительного завода, погибшим в период ВОВ 1941—1945 гг.
- 20-ти работникам шпалопропиточного завода, погибшим в боях за Родину в 1941—1945 гг.
- Работникам комбината «Стройдетель», погибшим в боях в боях за Родину в 1941—1945 гг.